# Lomaspilis dumeei
Lomaspilis dumeei är en fjärilsart som beskrevs av Joannis 1912. Lomaspilis dumeei ingår i släktet Lomaspilis och familjen mätare. Inga underarter finns listade i Catalogue of Life.